# Ciudad Antigua
Ciudad Antigua là một khu tự quản thuộc tỉnh Nueva Segovia, Nicaragua. Khu tự quản Ciudad Antigua có diện tích 147 ki lô mét vuông. Đến thời điểm năm 2005, huyện Ciudad Antigua có dân số 4868 người.